# Nikaragvanci
Nikaragvanci (špa.: Nicaragüense) su stanovnici Nikaragve, koji obuhvaćaju starosjedioce i useljenike koji dugi niz godina žive tamo. Većina Nikaragvanaca živi u Nikaragvi, iako je značajna i nikaragvanska dijaspora, posebno u Kostariki i SAD-u te s manjim zajednicama u drugim zemljama širom svijeta.

## Povijest
Nikaragvanci su potomci španjolskih doseljenika od 16. do 20. stoljeća. S antropološke točke gledišta 69 % njih su mestici, 17 % bijelci, 9 % crnci i 5 % indijanci. Broj indijanaca u stalnom je opadanju; godine 1825. su činili 40 % stanovništva, a njihov udio je 2007. pao na 5%.
U 19. stoljeću Nikaragva je doživjela val imigracije, prije svega iz Europe. Konkretno, obitelji iz Španjolske, Njemačke, Italije, Francuske i Belgije su se selile u Nikaragvu kako bi započeli novi život. Oni su dobivali besplatna zemljišta, novčane poticaje i druge povlastice u zamjenu za naseljavanje tih područja te u novoj rastućoj industriji kave.
Postoji i mala bliskoistočna zajednica Sirijaca, Armenaca, Palestinaca, Libanonaca i Židova u Nikaragvi. Njihov broj se procjenjuje na oko 30.000. Tu je i istočnoazijska zajednica Japanaca, Tajvanaca i Kineza. Kineska populacija u Nikaragvi se procjenjuje na oko 12.000. Kinezi u Nikaragvu počinju dolaziti krajem 19. stoljeća.

## Jezik
Službeni jezik Nikaragve je španjolski, ali je u zemlji široko rasprostranjen i engleski. Na području Nikaragve lokalno indijansko stanovništvo se služi svojim jezicima.
Nikaragva ima ukupno 3 izumrla jezika, od kojih jedan nikada nije klasificiran. Nikaragvanski znakovni jezik je također od posebnog značaja za jezikoslovce.